# 蒙特拉尼科
蒙特拉尼科（義大利語：Montelanico），是意大利拉齐奥大区罗马首都广域市的一个市镇。总面积34.99平方公里，人口2103人，人口密度60.1人/平方公里（2009年）。ISTAT代码为058062。